# Баграш
Уезд Баграш (уйг.  باغراش ناھىيىسى‎, Baghrash Nahiyisi) или уезд Боху (кит. упр. 博湖县, пиньинь Bóhú xiàn) — уезд Баян-Гол-Монгольского автономного округа Синьцзян-Уйгурского автономного района Китая.

## История
Уезд Баграш был выделен из уезда Хошуд 21 ноября 1970 года с целью лучшего администрирования земель, прилегающих к озеру Баграшкёль (Боху).

## Административное деление
Уезд Баграш делится на 2 посёлка и 5 волостей.

## Экономика
Вокруг озера Баграшкёль активно развивается туризм, здесь регулярно проводятся соревнования по гребле. 